# Berry Good
Berry Good (hangul: 베리굿; rr: Beri Gut) foi um grupo feminino sul-coreano formado pela Asia Bridge Entertainment em 2014, estreando com o single álbum Love Letter. O grupo foi gerenciado pela JTG Entertainment, a mesma gravadora/empresa do grupo Busters.

## História

### 2014–2015: Estreia comLove Lettere mudanças na formação
Berry Good estreou em 21 de maio de 2014, com o videoclipe "Love Letter", uma regravação da canção lançada pela Click-B em 2000. O single foi lançado no dia seguinte, quando também iniciaram as promoções no M!Countdown.
Em janeiro de 2015, Asia Bridge Entertainment anunciou que Soobin, Yira e Nayeon tinham deixado o grupo devido à razões pessoais. E, anunciou novas integrantes, Seoyul, seguido por Daye e SeHyung.
O segundo single, intitulado como 'Because of You', e foi lançado em 9 de fevereiro. Elas começaram as promoções em 10 de fevereiro no The Show, na KBS MTV. Em junho, seu escritório de representação lançou vários bens do Berry Good (tais como acessórios, roupas e cosméticos) na China.
Em 23 de setembro, o terceiro single "My First Love" foi lançado. Dois videoclipes foram produzidos, um dos quais apresenta a atriz Kim BoRa . A canção, obra póstuma do compositor Yoo TaeYoung, teve sua primeira performance com antecedência em 20 de setembro no Hallyu Dream Concert, e as promoções começaram em 22 de setembro no The Show.

### 2016–2017:Very Berry, nova integrante eGlory
Em 11 de março, Berry Good lançou uma campanha de financiamento colaborativo para produzir seu primeiro EP no Makestar. O objetivo de 10 milhões de wons foi alcançado em dez dias e a campanha levantou finalmente 16,084,438 de wons, 160.8% de seu objetivo original. Em 20 de abril, o mini-álbum Very Berry, liderado pela faixa-título "Angel", foi lançado.
Sua próxima versão também foi uma campanha de financiamento colaborativo no Makestar. O projeto começou em 1 de setembro como um novo single, mas foi atualizado para um mini-álbum, e terminou levantando ₩26.896.790, 268.97% de seu objetivo original de 10 milhões. O grupo também acrescentou um sexto membro, Johyun. Quatro canções do EP, incluindo a faixa principal "Don't Believe", foram apresentadas no programa de rádio K-poppin', da Arirang Radio, um dia antes do lançamento. O vídeo clipe oficial da faixa e o segundo mini-álbum do grupo, Glory, foram lançados em 1 de novembro.
O terceiro projeto no Makestar foi lançado em 9 de março de 2017, para financiar seu sexto single digital "Bibbidi Bobbidi Boo", que foi lançado no dia 16 de abril. Para promover "Bibbidi Bobbidi Boo", Berry Good adotou um "conceito de meio expediente", experimentando trabalhos em meio período entre as programações e enviando os produtos para os necessitados. Em 9 de junho, elas apresentaram três músicas no Thống Nhất Stadium na Cidade de Ho Chi Minh, no Vietnã. Em 10 de agosto, elas começaram a gravar seu primeiro álbum completo.

### 2018: Primeira sub-unidade e primeiro álbum de estúdio
Taeha, SeHyung e Gowoon estrearam na primeira sub-unidade do grupo, Berry Good Heart Heart, em 27 de abril de 2018, lançando seu primeiro single "Crazy, Gone Crazy". No dia 16 de agosto, o grupo fez um comeback com seu primeiro álbum de estúdio, Free Travel, que elas vieram gravando desde agosto de 2017. Elas comemoraram o lançamento do album com um showcase no Ilji Art Hall, em CheongDam-Dong. Após as promoções da faixa título "Green Apple", em setembro começaram as promoções do seu segundo single promocional, "Mellow Mellow", porém SeHyung não participou devido a uma fratura ocasionada por um acidente ao sair de uma van que transportava o grupo.
No dia 18 de outubro de 2018, Berry Good teve seu primeiro concerto no Japão, no Shinjuku Blaze in Tokyo. e no dia 15 de dezembro de 2018 foi lançado o single This Winter, como um presente para os fãs no Natal. No dia 25 de maio, o grupo retornou com o mini album 'Fantastic' usando a música 'Oh! Oh!' como title track. O grupo retornou com 5 integrantes, devido a Daye ter que se ausentar por problemas de saúde.

## Imagem e estilo musical
Berry Good começou sua carreira com músicas no estilo Dance antes de lançar sua primeira música no estilo Ballad "My First Love" em setembro de 2015. Foi descrito como uma "peça melancólica que retrata um primeiro amor diferente das experiências usuais de batimento cardíaco que canções temáticas semelhantes tendem a ser campeãs". Para promover "Don't Believe", em novembro de 2016, Berry Good tiveram uma mudança de estilo e conceito para tirar o original girlcrush e a imagem pura, adicionando EDM e elementos de tropical house à sua música.

## Integrantes
- Johyun[46] (hangul: 조현) nascida Shin JiWon (hangul: 신지원) 14 de abril de 1996 (28 anos) em Bundang-gu, Seongnam, Coreia do Sul.[46] Ela é representada como Pink Berry. Ela é fluente em inglês, e já morou nos EUA durante 2 anos e alguns meses. Ela começou a patinar em uma idade muito jovem, e em 2006, ganhou o 9º Torneio Nacional de Patinação de Raios Curtos na categoria 500m para mulheres entre o terceiro e quarto ano da escola primária. Durante o primeiro ano do ensino médio, ela estudou no exterior.[47] Ela participava do programa de sobrevivência da YG, MixNine (ela finalizou no ranking 24). Ela gosta muito do grupo feminino Girls' Generation (mais conhecido como SNSD). Ela foi apresentada como a nova integrante do grupo em 25 de outubro de 2016.[48] Johyun atualmente frequenta a Dongduk Women's University.[46] Ela é a Rapper Principal, Sub Vocalista e Visual.
- Seoyul (hangul: 서율), nascida Seo YuRi (hangul: 서유리) em 26 de novembro de 1997 (27 anos) em Busan, Coreia do Sul.[46][49] Ela é representada como Rasp Berry. Ela é irmã mais nova de Yuna, integrante do AOA. Ela foi vice-campeã na edição coreana de The Voice Kids.[50] Na escola, foi baterista de uma banda e se formou na School of Performing Arts Seoul em fevereiro de 2016.[51][52][53] Ela é a Dançarina Principal e Vocalista Líder.
- Daye (hangul: 다예), nascida Kim HyunJung (hangul: 김현정) em 25 de fevereiro de 1998 (27 anos) em Seul, Coreia do Sul.[46][49][54] Ela representa Yellow Berry. Ela tem um irmão mais novo.[46] Daye percebeu que queria seguir uma carreira musical ao viver com sua avó, que vivia cantando para ela.[55] Passou por um ano de treinamento antes de sua estreia oficial.[56] Ela se formou na School of Performing Arts Seoul em fevereiro de 2017 e se inscreveu na Dongduk Women's University.[52][57][58] Daye ajudou na composição das letras de Fall in Love, do segundo mini-álbum Glory. Atualmente, Daye está em um hiatus por tempo indefinido. Ela é a Vocalista Líder e Sub Rapper.
- SeHyung (hangul: 세형), nascida Kang SeHyung (hangul: 강세형) em 13 de dezembro de 1998 (26 anos) em Seul, Coreia do Sul.[46][49][51] Ela é representada como Blue Berry. Treinou durante seis meses antes de sua estreia oficial.[59] Ela frequentou a Bukgajwa-dong Primary School, Ewha Womans University Junior High School e se formou na School of Performing Arts Seoul em fevereiro de 2017 e posteriormente se inscreveu na Dongduk Women's University.[46][52][57][58] Ela é a Rapper Líder e Sub Vocalista.
- Gowoon (hangul: 고운), nascida Moon YuJung (hangul: 문유정) em 28 de dezembro de 1998 (26 anos) em Bundang-gu, SeongNam, Coreia do Sul.[46][49][60][61] Ela é representada como Green Berry. Se formou na School Performing Arts Seoul em fevereiro de 2017 e se inscreveu na Dongduk Women's University.[52][57][58][62] Ela é a Vocalista Principal.

### Ex-integrantes
- Taeha[63] (hangul: 태하), nascida Yoo Joo (hangul: 유주) em 5 de outubro de 1995 (29 anos) em Gwangju, Coreia do Sul.[46][49][60] Ela deixou o grupo após o contrato dela com a JTG Entertainment acabar, pois ela se recusou a renovar o seu contrato legal com a mesma. Ela era a Líder, Vocalista Principal e Dançarina Líder. do grupo.[46][64] É filha única de uma família rica e cresceu em Busan.[65] Ela começou a tocar piano em uma idade jovem e participou de musicais durante seus dias de escola primária. Durante o ensino médio, ela era a cantora vocal de uma banda que se apresentava em eventos e festivais relativamente bem-sucedidos.[66] Ela foi examinada nas audições de uma academia vocal e entrou na indústria do entretenimento em 2008, começando seu treinamento no canto e dança, e trabalhando como modelo para uniformes escolares desde 2012.[51][67][68][69] Ela foi trainee da Dream Tea Entertainment.[70] Ela se formou na School of Performing Arts Seoul.[52][62] É possível que ela quase teria debutado no Jevice.
- Soobin (hangul: 수빈), nascida Kim Soo-bin (hangul: 김수빈) em 4 de setembro de 1994 (30 anos) na Coreia do Sul.[71] Foi integrante do grupo feminino DU (Drouble U), foi uma trainee da DSP Media, empresa/gravadora do grupo misto Kard. e foi modelo para diversas lojas de roupa antes de se juntar ao grupo Berry Good.[60] É possível que ela quase teria debutado no April ou no Kard.
- Yira (hangul: 이라), nascida Jung Yi-ra (hangul: 정이라) em 10 de abril de 1995 (29 anos) na Coreia do Sul.[71] Ela foi trainee da DSP Media. Possui duas irmãs mais velhas, Jung AhReum e Jung DaUn.[60] É possível que ela quase teria debutado no April ou no Kard.
- Nayeon (hangul: 나연), nascida Kim Na-yeon (hangul: 김나연) em 15 de maio de 1996 (28 anos) na Coreia do Sul.[60][71] Se formou na School of Performing Arts Seoul.[62] Em 2017, se tornou concorrente do reality show Idol School.[72]

## Discografia

### Álbuns de estúdio
- 2018: Free Travel

### Mini-álbum
- 2016: Very Berry
- 2016: Glory
- 2019: Fantastic

### Single álbum
- 2014: Love Letter
- 2017: Bibbidi Bobbidi Boo
- 2018: Crazy, gone crazy
- 2018: This Winter

### OSTs
- 2015: The only Love (Gowoon)
- 2016: Have Strength (Todas)
- 2017: Hello (Todas)
- 2017: I Love you (Exceto Taeha e Johyun)
- 2018: Couple (Taeha)
- 2018: The magic (Gowoon)
- 2018: I will approach you (Gowoon)
- 2018: Vamos (Seoyul, Daye e Gowoon)
- 2019: Because of you (Taeha)
- 2019: Well Come to the Bom (Seoyul, Taeha e Gowoon)

### Outras Aparições
- 2018: You&You (Taeha)
- 2019: A slow coming winter (Seoyul)

## Filmografia

### Filme
| Data | Título       | Membro | Notas                           |
| ---- | ------------ | ------ | ------------------------------- |
| 2017 | Coffee Bread | Daye   | Papel principal, curta metragem |

### Reality shows
| Data | Canal       | Show              | Membro(s) | Função           | Notas          |
| ---- | ----------- | ----------------- | --------- | ---------------- | -------------- |
| 2015 | MBC Every 1 | Her Secret Weapon | Daye      | Elenco Principal | Episódios 1-5  |
| 2015 | MBC Every 1 | Her Secret Weapon | Taeha     | Elenco Principal | Episódios 6-12 |
| 2015 | MBC Every 1 | Her Secret Weapon | Sehyung   | Convidado        | Episódios 10   |

### Variety shows
| Data | Canal           | Título                            | Membro(s)                     | Função           | Notas                                        |
| ---- | --------------- | --------------------------------- | ----------------------------- | ---------------- | -------------------------------------------- |
| 2014 | Arirang TV      | Pops in Seoul                     | Todos                         | Convidados       | Episódio 2664, em 18 de junho                |
| 2014 | OBS Gyeongin TV | Music and Movies, MP3             | Todos                         | Convidados       | Episódio em 17 de julho                      |
| 2014 | Arirang TV      | Pops in Seoul                     | Todos                         | Convidados       | Episódio 2689, em 31 de julho                |
| 2014 | KBS World TV    | Explore Korea                     | Todos                         | Convidados       | Episódio 3, em 8 de agosto                   |
| 2015 | Arirang TV      | Pops in Seoul                     | Todos                         | Convidados       | Episódio 2850, em 5 de março                 |
| 2015 | MBC Every 1     | Weekly Idol                       | Todos                         | Convidados       | Episódio 194, em 15 de abril                 |
| 2015 | EBS2            | Real Fun World                    | Gowoon                        | Co-apresentador  | 100 episódios (6 de abril até 21 de agosto)  |
| 2015 | KBS2            | Let's Go! Dream Team Season 2     | Todos                         | Convidados       | Episódio em 20 de dezembro                   |
| 2016 | KBS2            | Let's Go! Dream Team Season 2     | Todos                         | Convidados       | Episódio 331, em 24 de abril                 |
| 2016 | KBS World TV    | The Heart of K Wave               | Todos                         | Convidados       | Episódio em 29 de abril                      |
| 2016 | Arirang TV      | Pops in Seoul                     | Todos                         | Convidados       | Episódio 3160, em 11 de maio                 |
| 2016 | TVN             | Saturday Night Live Korea         | Taeha, Daye, Sehyung e Gowoon | Convidados       | 7° temporada, episódio 12                    |
| 2016 | Arirang TV      | Pops in Seoul                     | Todos                         | Convidados       | Episódio 3168, em 24 de maio                 |
| 2016 | SMG             | Korean Impression                 | Sehyung                       | Co-apresentador  | Episódios 1, 5-8, 10-11, 13, 16, 18          |
| 2016 | DongA TV        | Southern Restaurants              | Taeha e Daye                  | Convidados       | Episódio 8, em 12 de agosto                  |
| 2016 | MBC             | Idol Chef King                    | Todos                         | Concorrentes     |                                              |
| 2016 | KBS2            | Vitamin                           | Daye e Gowoon                 | Convidados       | Episódio em 22 de setembro                   |
| 2016 | MBC Every 1     | Food Map 2                        | Taeha e Sehyung               | Convidados       | Episódio 28, em 2 de outubro                 |
| 2016 | DongA TV        | Southern Restaurants              | Taeha e Daye                  | Convidados       | Episódio 13, em 7 de outubro                 |
| 2016 | KBS2            | Money in Every Corner             | Todos                         | Convidados       | Episódio 2, em 19 de outubro                 |
| 2016 | TBS TV          | Fact iN Star                      | Todos                         | Convidados       | Episódio em 11 de novembro                   |
| 2016 | Arirang TV      | Pops in Seoul                     | Todos                         | Convidados       | Episódio em 16 de novembro                   |
| 2016 | TVN             | Saturday Night Live Korea         | Johyun                        | Convidado        | 8° temporada, episódio 12, em 19 de novembro |
| 2016 | Kookbang TV     | The March                         | Todos                         | Convidados       | Episódio em 26 de novembro                   |
| 2016 | Heyo TV!        | Park So-hyun Idol TV              | Todos                         | Convidados       | Episódio 44, em 20 de dezembro               |
| 2017 | KBS             | Open Mic                          | Todos                         | Convidados       | Episódio em 4 de janeiro                     |
| 2017 | Mnet            | Golden Tambourine                 | Johyun                        | Convidado        | Episódio 4, em 5 de janeiro                  |
| 2017 | SeeU TV         | Challenge! Here We Come!          | Sehyung                       | Elenco Principal | [ 73 ] [ 74 ]                                |
| 2017 | MBC             | Idol Star Athletics Championships | Seoyul                        | Concorrente      |                                              |
| 2017 | MBC Every 1     | Video Star                        | Taeha                         | Convidado        | Episódio 35, em 7 de março                   |
| 2017 | JTBC            | Mix Nine                          | Daye, Johyun e Seoyul.        | Concorrente      | 1º Temporada                                 |

### Radio shows
| Data      | Canal         | Título                   | Membro(s)               | Notas                                                                                     |
| --------- | ------------- | ------------------------ | ----------------------- | ----------------------------------------------------------------------------------------- |
| 2015      | Arirang Radio | Super K-Pop              | Todos                   | Convidados, em 16 de fevereiro                                                            |
| 2015      | Arirang Radio | K-poppin'                | Todos                   | Convidados, em 26 de março                                                                |
| 2015      | KBS Cool FM   | Kiss the Radio           | Todos                   | Convidados, em 29 de março                                                                |
| 2015      | Arirang Radio | K-poppin'                | Todos                   | Convidados, em 11 de outubro                                                              |
| 2015      | Arirang Radio | K-poppin' Turn Up Party  | Todos                   | Convidados, em 8 de dezembro                                                              |
| 2015–2016 | Arirang Radio | K-poppin' Ugly Truth     | Gowoon                  | Co-DJ comKim Isak e Alexander Lee Eusebio de 17 de julho de 2015 até 4 de outubro de 2016 |
| 2016      | Arirang Radio | K-poppin'                | Todos                   | Convidados, em 24 de abril                                                                |
| 2016      | KBS Cool FM   | Kiss the Radio           | Taeha, Seoyul e Sehyung | Convidados com April's Naeun, Chaewon e Yena em 27 de maio                                |
| 2016      | Arirang Radio | Sound K                  | Todos                   | Convidados, em 2 de junho                                                                 |
| 2016      | Arirang Radio | Sound K                  | Taeha, Sehyung e Gowoon | Convidados com Road Boyz, em 15 de setembro (Chuseok especial)                            |
| 2016      | Arirang Radio | K-poppin'                | Todos                   | Convidados, em 31 de outubro                                                              |
| 2016      | SBS Love FM   | Kim Bong-dae's Live Walk | Todos                   | Convidados, em 7 de novembro                                                              |
| 2016      | Arirang Radio | Sound K                  | Todos                   | Convidados, em 14 de novembro                                                             |
| 2016      | Arirang Radio | Super K-Pop              | Todos                   | Convidados, em 5 de dezembro                                                              |